# 米格爾·伊迪戈拉斯·富恩特斯
米格爾·伊迪戈拉斯·富恩特斯（西班牙語：Miguel Ydígoras Fuentes，1895年10月17日—1982年10月27日）瓜地馬拉政治人物、军事人物。在1958年瓜地馬拉大選後擔任瓜地馬拉總統，直到1963年因军事政变而下台。

## 生平
米格爾·伊迪戈拉斯早年从军，曾担任危地马拉驻美国、法国大使馆武官，后来回到危地马拉，相继担任雷塔盧萊烏省、貝登省、哈拉帕省及聖馬科斯省军事长官，1939年接任危地马拉国家公路局长。
1958年，伊迪戈拉斯当选为危地马拉总统，在任期间，他继续执行前任总统卡洛斯·卡斯蒂略·阿马斯时期的亲美反共政策，镇压民众反抗政府的运动，从而引发了进长达30余年的危地马拉内战。